# Remich (kanton)
Remich er en kanton i distriktet Grevenmacher i Luxembourg. Kantonen ligger sydøst i landet og har et areal på 127,87 km². I 2005 havde kantonen 17.282 indbyggere og det administrative center ligger i byen Remich.

## Kommuner
Kantonen Remich består af ti kommuner. I tabellen opgives antal indbyggere pr. 1. januar 2005.
| #   | Kommuner          | Indbyggere |
| --- | ----------------- | ---------- |
| 1.  | Mondorf-les-Bains | 3.923      |
| 2.  | Remich            | 2.986      |
| 3.  | Dalheim           | 1.845      |
| 4.  | Schengen          | 1.527      |
| 5.  | Lenningen         | 1.402      |
| 6.  | Wellenstein       | 1.297      |
| 7.  | Stadtbredimus     | 1.281      |
| 8.  | Bous              | 1.190      |
| 9.  | Burmerange        | 978        |
| 10. | Waldbredimus      | 853        |

49°30′N 6°18′Ø / 49.5°N 6.3°Ø